# Wundermannschaft

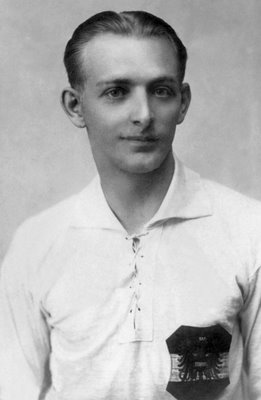
Matthias Sindelar, a Wundermannschaft csapatkapitánya

A Wundermannschaft vagy Wunderteam, azaz a Csodacsapat Ausztria labdarúgó-válogatottjának elnevezése volt az 1930-as években. A Hugo Meisl által vezetett csapat veretlenségi sorozata 1931 áprilisától 1932 decemberéig tartott. Stílusa a skót labdarúgás alapjait ötvözte a kor kiemelkedő edzőjének, Jimmy Hogannek filozófiájával. A három támadóval felálló csatársorban játszó Matthias Sindelar, Josef Smistik és Walter Nausch uralta a kor labdarúgását. A labdarúgás Mozartja, ahogy Sindelart becézték legnagyobb csillaga és csapatkapitánya is volt a Wundermannschaftnak.

## A csapat története

### A kezdeti sikerek és a közép-európai kupa győzelem
Az 1930-as évek elején Ausztriában felnőtt egy generáció, melynek tagjai alkották az azóta Csodacsapatként, németül Wundermannschaftként emlegetett osztrák válogatottat. Gyorsan hírnevet szereztek maguknak több nagy arányú győzelmükkel, valamint azzal, hogy kvalifikálták magukat az 1934-es világbajnokságra. Kiemelkedő eredményeik ebben az időben a német válogatott felett aratott 5–0-s és a 6–0-s győzelem, a Svájc elleni 6–0-s és a magyar válogatott elleni 8–2-es győzelem. 1932-ben megnyerték a kor legnívósabb válogatottak közti tornáját, a Közép-európai kupát, a döntőben Olaszország válogatottját 4–2-re legyőzve. 1936-ban kijutottak a berlini olimpiára, ahol ezüstérmet szereztek.

### Az 1934-es világbajnokság
Az 1934-es világbajnokságra az egyik nagy esélyesként érkeztek. A negyeddöntőben még 2–1-re legyőzték a magyar válogatottat Johann Horvath és Karl Zischek góljaival, de az elődöntőben az olaszok egy 1–0-s győzelemmel megállította a kor talán legjobb csapatát, amely végül elvesztette a bronzmérkőzést is a németek ellen 3–2-re és a negyedik helyen végzett a tornán. Mind a mai napig az  osztrák Wundermannschaftot és a magyar Aranycsapatot tartják a világ két legjobb csapatának, amely nem tudott első helyen végezni a legrangosabb nemzetközi tornán.

### A második világháború és a csapat széthullása
Hugo Meisl 1937-ben bekövetkezett halálával a Wundermannschaft is sikerei végéhez ért. Ugyan kvalifikálták magukat az 1938-as világbajnokságra, de azon már nem vettek részt, ugyanis időközben bekövetkezett az Anschluss. A Hitleri Németország politikai okokra hivatkozva arra kötelezte az osztrák játékosokat, hogy a német válogatott színeiben lépjenek pályára. Bár többen megtették ezt, a Sepp Herberger vezette német válogatott már az első fordulóban kiesett. Ez mind a mai napig az ország történetének legrosszabb szereplése a világbajnokságokon. 1939. január 23-án Matthias Sindelart, aki nem volt hajlandó a német válogatottban futballozni, holtan találták lakásában. Bár egyértelmű bizonyítékot nem találtak, vélhetően a kor egyik legjobb labdarúgója öngyilkos lett.

### Hatása a világ labdarúgására
Sok elemző úgy tartja, hogy a harmincas évek osztrák válogatottja tette le az úgynevezett totális futball alapjait. Ernst Happel, a későbbi kiváló edző a Wundermannschaft játékstílusát honosította meg hollandiai edzősködése idején a Feyenoord és az ADO Den Haag csapatainál. Vezetésével a Hollandia ezüstérmet szerzett az 1978-as világbajnokságon.

## Felállás
|                                                    |                                                          | Kapus Rudolf Hiden                       |                                                         |                      |
|                                                    | Jobbhátvédek Roman Schramseis Karl Rainer                |                                          | Balhátvédek Josef Blum Karl Sesta                       |                      |
|                                                    | Jobb szélső középpályások/Läufer Georg Braun Johann Mock | Centerhalf Josef Smistik Leopold Hofmann | Bal szélső középpályások/Läufer Karl Gall Walter Nausch |                      |
| Jobbszélső Karl Zischek                            | Felfutó csatár Friedrich Gschweidl                       | Középcsatár Matthias Sindelar            | Felfutó csatár Anton Schall                             | Balszélső Adolf Vogl |
| Szövetségi kapitány: Hugo Meisl, Edző: Jimmy Hogan |                                                          |                                          |                                                         |                      |

## Az „Osztrák Wundermanschaft“ mérkőzései 1931 és 1933 között
| Dátum                | Helyszín  | Csapatok                 | Végeredmény | Góllövők                                                                               |
| -------------------- | --------- | ------------------------ | ----------- | -------------------------------------------------------------------------------------- |
| 1931. május 16.      | Bécs      | Ausztria – Skócia        | 5:0         | Anton Schall, Karl Zischek(2), Adolf Vogl, Matthias Sindelar                           |
| 1931. május 24.      | Berlin    | Németország – Ausztria   | 0:6         | Anton Schall (3), Adolf Vogl, Karl Zischek, Friedrich Gschweidl                        |
| 1931. június 16.     | Bécs      | Ausztria – Svájc         | 2:0         | Friedrich Gschweidl, Anton Schall                                                      |
| 1931. szeptember 13. | Bécs      | Ausztria – Németország   | 5:0         | Matthias Sindelar (3), Friedrich Gschweidl, Anton Schall                               |
| 1931. október 4.     | Budapest  | Magyarország – Ausztria  | 2:2         | Karl Zischek(2)                                                                        |
| 1931. november 29.   | Bázel     | Svájc – Ausztria         | 1:8         | Anton Schall (3), Friedrich Gschweidl (2), Matthias Sindelar, Adolf Vogl, Karl Zischek |
| 1932. március 20.    | Bécs      | Ausztria – Olaszország   | 2:1         | Matthias Sindelar (2)                                                                  |
| 1932. április 24.    | Bécs      | Ausztria – Magyarország  | 8:2         | Matthias Sindelar (3), Anton Schall (4), Friedrich Gschweidl                           |
| 1932. május 22.      | Prága     | Csehszlovákia – Ausztria | 1:1         | Matthias Sindelar                                                                      |
| 1932. július 17.     | Stockholm | Svédország – Ausztria    | 3:4         | Adolf Vogl, Matthias Sindelar, Georg Waitz, Josef Molzer                               |
| 1932. október 2.     | Budapest  | Magyarország – Ausztria  | 2:3         | Borsányi (öngól), Heinrich Müller, Georg Braun                                         |
| 1932. október 23.    | Bécs      | Ausztria – Svájc         | 3:1         | Heinrich Müller, Anton Schall (2)                                                      |
| 1932. december 7.    | London    | Anglia – Ausztria        | 4:3         | Karl Zischek (2), Matthias Sindelar                                                    |
| 1932. december 11.   | Brüsszel  | Belgium – Ausztria       | 1:6         | Karl Zischek, Franz Weselik, Anton Schall (4)                                          |
| 1933. február 12.    | Párizs    | Franciaország – Ausztria | 0:4         | Matthias Sindelar, Franz Weselik, Adolf Vogl, Karl Zischek                             |

## Statisztika
| Mérkőzés | Győzelem | Döntetlen | Vereség | Gólarány |
| -------- | -------- | --------- | ------- | -------- |
| 15       | 12       | 2         | 1       | 62 : 18  |

## Góllövők
| Név                                      | Gólszám |
| ---------------------------------------- | ------- |
| Anton Schall                             | 19      |
| Matthias Sindelar                        | 12      |
| Karl Zischek                             | 9       |
| Friedrich Gschweidl                      | 6       |
| Adolf Vogl                               | 4       |
| Heinrich Müller                          | 2       |
| Georg Waitz, Josef Molzer, Franz Weselik | 1       |

## Külső hivatkozások
- Az Osztrák labdarúgó-szövetség oldala - A világhírű Csodacsapat (németül)
- A Csodacsapat Archiválva 2015. április 3-i dátummal a Wayback Machine-ben Az 1948-ban  Viktor Matejka és Paul Meissner által adományozott festmények a Bécsi Szépművészeti Múzeumban] (németül)
- A Csodacsapat (németül)